# Stazione di Canzo-Asso
Stazione di Canzo-Asso vasútállomás Olaszországban, Lombardia régióban, Canzo településen.

## Vasútvonalak
Az állomást az alábbi vasútvonalak érintik:
- Milánó–Asso-vasútvonal

## Kapcsolódó állomások
A vasútállomáshoz az alábbi állomások vannak a legközelebb:
- Stazione di Canzo